# Вхождение Чувашии в состав Русского государства
Вхождение Чувашии в состав Русского государства — событие в истории чувашского народа, произошедшее в 1551 году, когда чуваши Горной стороны перешли в подданство Русского государства.

## Предпосылки
Многочисленные русские походы на Казань сопровождались грабежом населения по пути их следования.
В сентябре 1546 года на сторону Москвы перебежало 4 казанских князя и 76 других казанцев:149. 6 декабря того же года горный черемис «Тугай с двумя товарищами» («Горные черемисы сотника Атачика с товарищи», согласно «Разрядной Книге») били челом на верность Ивану Грозному и просили прислать войско. Результатом стал поход русских воевод до устья Свияги, в ходе которого было взято в плен «сто человек черемисы»:149-150.
После строительства Свияжска, присутствие русских войск на Горной стороне стало постоянным, к этому времени стала ясна неспособность Казани защищать эту территорию. «Горные же люди видев то, что город царя православного стал в их земле, и начаша ко царю и воеводам приезжати и бити челом, чтобы их государь пожаловал, гнев свой отдал, а велел бы им бытии у Свияжского города и воевати их не велел»:164. Согласно русским летописям делегация во главе с Магмедом Бозубовым (или Магмедом Бузубовым по другим спискам) «била челом» от имени всей Горной Стороны её князей, мурз, сотников, десятников чувашей, черемисов и казаков:165. Присягнувшим было обещано прекращение русских нападений: «гнев свой им отдал и воевати их не велел»:165, освобождение от налогов на три года и сохранение в будущем тех же налогов, что платились «прежним царям» (казанским ханам), при условии освобождения ими всех русских пленников. Для проверки верности в июле «горных людей» отправили походом на Казань, откуда они вынуждены были бежать под огнём пушек:165. Но сам факт похода к Казани был расценен как доказательство верности. Позднее «горных людей» направили воевать против «луговой стороны»:166.
Во время мирных переговоров летом 1551 года между Иваном Грозным и «всей Землёй Казанской» (сословно-представительным органом, в котором участвовали и представители чувашей и мари), царь отказывался возвращать Горную сторону, мотивируя это тем, что её он «саблею взял до их челобитья»:168.

На большой государственной печати Ивана Васильевича Грозного и в Российских титулярниках "Княжество Болгарское" и "Царство Казанское" имеют разные гербы и административные территории, это же подтверждают и исторические хроники присоединения Казанцев и Болгар. В источниках о взятии Казани говорится:
Казанское, бывшее нѣкогда Татарское Царство получило названіе отъ своего столичнаго города, а этотъ отъ рѣки Казанки (Kasanska), обтекающей его своимъ извилистымъ русломъ. Казань построена Перекопскими бѣглецами изъ Тавриды, въ княженіе Василія Васильевича въ Московій. Василій Ивановичь заставилъ ее брать от него Царей себѣ. А потомъ, когда она возмутилась было, онъ стѣеснить ее лишеніями опасной войны, однако ж не покориль. Но въ 7061 году, отъ С. М., въ 1552 оть Р. Х., сынь его, Иванъ, взялъ Казань, послѣ шестимѣсячной осады и вместѣ съ ея Черемисами (Ceremissis), заставилъ смириться подъ властью Москвы. Однако жь, въ видѣ вознагражденія за обиду. подчинить ей сосѣднюю себѣ Болгарію (Bulgariam), которой терпѣть не мог за частые мятежи, чтобы эта страна, не привыкшая къ покорности, научилась носить чужое иго, и украсиль Казань учрежденіемъ въ ней Митрополіи и мѣстопребыванів Митрополита.

Путешествие в Московию барона Августина Майерберга и Горация Вильгельма Кальвуччи, послов Августейшего Римского Императора Леопольда к Царю и Великому Князю Алексею Михайловичу в 1661 году, описанное самим бароном Майербергом.  Часть 4.
Как очевидно из описания татары - Казанского ханства и булгары - Булгарской земли, были разными народами и имели разные административные территории!
Чуваши говорят: «До селе хранятся в секрете грамоты у некоторых чувашских родов и что когда придет возможность вынуть из под спуда и предъявить эти заветные документы, которые возвратят их прежнюю вольную жизнь и поставят чуваш в завидное положение ». 
Далее:
Слова из договора между представителями чувашского народа и Московского княжества заключенного в 1551 году: «…Иван Грозный дал чувашам жалованную грамоту с золотой печатью. “Получившие ее, сделали для нее футляр в виде папки и для лучшего сбережения скрыли в землю”. 
Печать и грамота до сих пор не найдены.

## Последствия
В марте 1552 года казанцы свергли Шах-Али, что было воспринято Москвой как разрыв мира, началась подготовка к новым военным действиям. В начале апреля свияжские воеводы докладывали что «…горные люди волнуются, многие ссылаются с казанцы, а во всех правды мало чают, и непослушание в них великое…»:178. Уже в следующей «грамоте» (письме) свияжских воевод они сообщали, что «…все изменили горные люди, а сложилися с Казанью и приходили к Свияжскому городу…»:179. В декабре 1552 года чуваши и черемисы на дороге из Свияжска в Васильсурск убили много русских гонцов, купцов и людей, сопровождавших обозы с казёнными грузами. Русское правительство, получив донесение о неприязненных действиях, отвечало террором. В Свияжск было приведено 74 человека цивильских чуваш; все они были повешены, а имущество их было отдано доносчикам. Вспыхнувшая с новой силой в 1553 году война продолжалась до 1557 года, чуваши принимали в ней активное участие.
В результате присоединения чуваши лишились собственной феодальной и городской прослоек, что обусловило замедленное развитие недеревенской культуры. Если в Казанском ханстве чуваши имели своё представительство в органах власти, то в России его не было вплоть до Октябрьской революции. Как и другим народам бывшего Казанского ханства чувашам было запрещено заниматься кузнечным и серебряным ремёслами. Позитивной стороной свободолюбивости и непокорности стало то, что чуваши, как и другие народы бывшего Казанского ханства не подпали под крепостную зависимость.
После взятия в 1552 году Казани и подавления антимосковского восстания 1552—1557 годов в подданство Москвы перешли и чуваши, проживавшие на Луговой стороне. Историк-медиевист В. Д. Димитриев считал, что, войдя в состав России, чуваши избавились от исламско-татарской ассимиляции, сохранили себя как народность[неопределённость]: 

В Казанском ханстве почти половина левобережных чувашей — «худых болгар» была отатарена. Если бы продолжалось существование Казанского ханства и исламизация чувашей, то все они были бы отатарены, исчезли как этнос. Даже в составе России отатаривание левобережных чувашей продолжалось (многие левобережные чуваши переселились в Нижнее Закамье и Башкирию), но правобережные чуваши и значительная часть приказанских и заказанских чувашей Чувашской (Зюрейской) дороги сохранились как этнос и численно увеличились за 450 лет примерно в 10 раз. — Мирное присоединение Чувашии к Российскому государству:103
 В Чувашии были построены крепость Чебоксары, Алатырь, Цивильск, Ядрин, которые вскоре стали торгово-ремесленными центрами.
Во 2-й половине XVI—XVII веков заселяются южные и юго-западные части Чувашии, покинутые в XIV — начале XV столетий из-за разбойных нападений ногайцев. Центром консолидации и роста чувашской народности стала правобережная область расселения.

## Память
В 2011 году отмечалось 460-летие добровольного вхождения Чувашского края в состав Российского государства